# EM i ishockey 1926
EM i ishockey 1926 var det 11. europamesterskab i ishockey for landshold. Turneringen blev arrangeret i Schweiz for tredje gang og kampene blev spillet i Davos 11. til 18. januar. Ni lande deltog, der blev først afviklet gruppespil, med tre hold i hver pulje. 

## Gruppe A
| Dato       | Kampe gruppe A            | Resultat |
| ---------- | ------------------------- | -------- |
| 11. januar | Spanien – Belgien         | 0 – 5    |
| 12. januar | Belgien – Tjekkoslovakiet | 0 – 2    |
| 13. januar | Spanien – Tjekkoslovakiet | 2 – 9    |

### Tabel gruppe A
| Plads | Hold            | Kampe | Sejre | Uafgj. | Tabte | Mål    | Points |
| ----- | --------------- | ----- | ----- | ------ | ----- | ------ | ------ |
| 1     | Tjekkoslovakiet | 2     | 2     | 0      | 0     | 11 – 2 | 4      |
| 2     | Belgien         | 2     | 1     | 0      | 1     | 5 – 2  | 2      |
| 3     | Spanien         | 2     | 0     | 0      | 2     | 2 – 14 | 0      |

- Tjekkoslovakiet til mellemrunde 1. Belgien til mellemrunde 2, Spanien til mellemrunde 3.

## Gruppe B
| Dato       | Kampe gruppe B    | Resultat |
| ---------- | ----------------- | -------- |
| 11. januar | Østrig – Frankrig | 2 – 1    |
| 12. januar | Frankrig – Polen  | 2 – 1    |
| 13. januar | Østrig – Polen    | 2 – 1    |

### Tabel gruppe B
| Plads | Hold     | Kampe | Sejre | Uafgj. | Tabte | Mål   | Points |
| ----- | -------- | ----- | ----- | ------ | ----- | ----- | ------ |
| 1     | Østrig   | 2     | 2     | 0      | 0     | 4 – 2 | 4      |
| 2     | Frankrig | 2     | 1     | 0      | 1     | 3 – 3 | 2      |
| 3     | Polen    | 2     | 0     | 0      | 2     | 2 – 4 | 0      |

- Østrig til mellemrunde 1. Frankrig til mellemrunde 2, Polen til mellemrunde 3.

## Gruppe C
| Dato       | Kampe gruppe C           | Resultat  |
| ---------- | ------------------------ | --------- |
| 11. januar | Italien – Storbritannien | 1 – 8     |
| 12. januar | Schweiz – Italien        | 13 – 0    |
| 13. januar | Schweiz – Storbritannien | 5 – 4 eeo |

### Tabel gruppe C
| Plads | Hold           | Kampe | Sejre | Uafgj. | Tabte | Mål    | Points |
| ----- | -------------- | ----- | ----- | ------ | ----- | ------ | ------ |
| 1     | Schweiz        | 2     | 2     | 0      | 0     | 18 – 4 | 4      |
| 2     | Storbritannien | 2     | 1     | 0      | 1     | 12 – 6 | 2      |
| 3     | Italien        | 2     | 0     | 0      | 2     | 1 – 21 | 0      |

- Schweiz til mellemrunde 1. Storbritannien til mellemrunde 2, Italien til mellemrunde 3.

## Mellemrunde 3
| Dato       | Kampe mellemrunde 3 | Resultat |
| ---------- | ------------------- | -------- |
| 14. januar | Italien – Spanien   | 2 – 2    |
| 15. januar | Polen – Italien     | 3 – 1    |
| 16. januar | Polen – Spanien     | 4 – 1    |

### Tabel mellemrunde 3
| Plads | Hold    | Kampe | Sejre | Uafgj. | Tabte | Mål   | Points |
| ----- | ------- | ----- | ----- | ------ | ----- | ----- | ------ |
| 1     | Polen   | 2     | 2     | 0      | 0     | 7 – 2 | 4      |
| 2     | Italien | 2     | 0     | 1      | 1     | 3 – 5 | 1      |
| 3     | Spanien | 2     | 0     | 1      | 1     | 3 – 6 | 1      |

- Polen til spil om 6. pladsen. Italien blev nummer 8 og Spanien 9.

## Mellemrunde 2
| Dato       | Kampe mellemrunde 2       | Resultat |
| ---------- | ------------------------- | -------- |
| 14. januar | Belgien – Storbritannien  | 0 – 5    |
| 14. januar | Frankrig – Storbritannien | 1 – 3    |
| 14. januar | Frankrig – Belgien        | 1 – 0    |

### Tabel mellemrunde 2
| Plads | Hold           | Kampe | Sejre | Uafgj. | Tabte | Mål   | Points |
| ----- | -------------- | ----- | ----- | ------ | ----- | ----- | ------ |
| 1     | Storbritannien | 2     | 2     | 0      | 0     | 8 – 1 | 4      |
| 2     | Frankrig       | 2     | 1     | 0      | 1     | 2 – 3 | 2      |
| 3     | Belgien        | 2     | 0     | 0      | 2     | 0 – 6 | 0      |

- Belgien spiller om 6. pladsen. Storbritannien til mellemrunde 1. Frankrig ble nummer 5.

### Spil om 6. plads
| Dato       | Kamp om 6. pladsen | Resultat |
| ---------- | ------------------ | -------- |
| 17. januar | Belgien – Polen    | 1 – 3    |

- Polen blev nummer 6 og Belgien 7.

## Mellemrunde 1
| Dato       | Kampe mellemrunde 1              | Resultat |
| ---------- | -------------------------------- | -------- |
| 15. januar | Storbritannien – Tjekkoslovakiet | 1 – 2    |
| 15. januar | Østrig – Schweiz                 | 3 – 5    |
| 15. januar | Østrig – Storbritannien          |          |
| 16. januar | Tjekkoslovakiet – Schweiz        | 1 – 0    |
| 16. januar | Østrig – Tjekkoslovakiet         | 1 – 0    |
| 16. januar | Storbritannien – Schweiz         | 4 – 7    |

### Tabel mellemrunde 1
| Plads | Hold            | Kampe | Sejre | Uafgj. | Tabte | Mål    | Points |
| ----- | --------------- | ----- | ----- | ------ | ----- | ------ | ------ |
| 1     | Schweiz         | 3     | 2     | 0      | 1     | 12 – 8 | 4      |
| 2     | Østrig          | 3     | 2     | 0      | 1     | 7 – 6  | 4      |
| 3     | Tjekkoslovakiet | 3     | 2     | 0      | 1     | 3 – 2  | 4      |
| 4     | Storbritannien  | 3     | 0     | 0      | 1     | 6 – 12 | 0      |

- Storbritanniem blev nummer 4. Schweiz, Østrig og Tjekkoslovakiet til spil om medaljerne.

## Spil om medaljerne
| Dato       | Kampe om medaljerne       | Resultat |
| ---------- | ------------------------- | -------- |
| 17. januar | Tjekkoslovakiet – Schweiz | 1 – 3    |
| 18. januar | Tjekkoslovakiet – Østrig  | 3 – 1    |
| 18. januar | Østrig – Schweiz          | 2 – 2    |

### Tabel medaljer
| Plads | Hold            | Kampe | Sejre | Uafgj. | Tabte | Mål   | Points |
| ----- | --------------- | ----- | ----- | ------ | ----- | ----- | ------ |
| 1     | Schweiz         | 2     | 1     | 1      | 0     | 5 – 3 | 3      |
| 2     | Tjekkoslovakiet | 2     | 1     | 0      | 1     | 2 – 2 | 2      |
| 3     | Østrig          | 2     | 0     | 1      | 1     | 3 – 5 | 1      |

## Medaljer
| EM 1926 | Land            |
| ------- | --------------- |
| Guld    | Schweiz         |
| Sølv    | Tjekkoslovakiet |
| Bronze  | Østrig          |
| 4       | Storbritannien  |
| 5       | Frankrig        |
| 6       | Polen           |
| 7       | Belgien         |
| 8       | Italien         |
| 9       | Spanien         |